# Лав Троцки
Лав Давидович Троцки, право име Лав Давидович Бронштејн (рус. Лев Дави́дович Тро́цкий, Лев (Ле́йба) Дави́дович Бронште́йн; Кропивницки, 7. новембар 1879 — Мексико, 21. август 1940) био је руски револуционар јеврејског порекла и политичар који је имао истакнуту улогу у Октобарској револуцији и Црвеном терору који је одмах након револуције уследио.
Био је један од главних организатора Црвене армије и истакнути члан Политбироа и ЦК. Развио је концепт „перманентне револуције“. У првој совјетској влади је министар спољних послова, а 1918—1924. је министар војске и поморства. Представљао је Бољшевике 1918. у преговорима о миру у Брест-Литовску између Русије и Централних сила. Од 1923. је вођа партијске леве опозиције. 1927. је разрешен свих дужности, а 1929 протеран из СССР.

## До 1905.
Био је пето од осморо деце колико су укупно имали његови родитељи, јеврејски сељаци, отац Давид Л. Бронштајн и мајка Ана Бронштајн. Врло рано, са свега девет година отац га шаље у Одесу на школовање.
Од 1896. укључује се у револуционарне активности, где спознаје и Марксизам коме се у почетку противио. У јануару 1898. бива ухапшен са групом од 200 чланова синдиката где две године проводи у затворима између осталог у Николајеву, Херсону, Одеси и Москви. У затвору у Москви долази у контакт са другим револуционарима где први пут чује и за Владимира Лењина. После два месеца затвора постаје члан Руске социјал-демократске радничке партије, која је била претходница Комунистичке партија Совјетског Савеза. У затвору упознаје Александру Соколсовску коју је и оженио у лето 1900. Исте године бива осуђен на казну од 4 године у егзилу у Сибиру где са њим одлази и његова супруга са којом ће за време тих дана у егзилу добити и две ћерке Зинаиду и Нину. Лав убрзо почиње да пише за "Искру", лист руских емиграната којим је руководио Владимир Лењин.
У лето 1902. на инсистирање његове супруге је побегао из Сибира тако што се сакрио у колима која су превозила сено. Од тог тренутка почиње да користи име Троцки, име које ће користити до краја свог живота. Према сопственим речима име је позајмио од затворског чувара из Одесе.
Недуго после бекства, Троцки одлази у Лондон где се придружује Лењину, Плеханову, Мартову и осталим уредницима "Искре". Под псеудонимом "Перо" убрзо постаје један од водећих аутора овог листа. Крајем 1902. године упознаје Наталију Седову, која убрзо постаје његов животни друг. Са Наталијом ће касније добити и двоје деце, Љову и Сергеја. 
Августа 1903. у Лондону одржан је други конгрес Партије којем су присуствовали уредници "Искре", где долази до раскола и поделе на две фракције. Са једне стране били су Лењин са својим присталицама који су себе називали Бољшевицима и Мартова са својим присталицама који су себе називали Мењшевицима. У почетку се већина чланова "Искре" приклонила Мењшевицима, међу њима и Троцки. У наредним годинама долази до многих промена чланова међу фракцијама, између осталог и Троцки напушта Мењшевике 1904. 
Све до револуције је описивао себе као "Нестраначког Социјалдемократу", где је и већи део времена провео у покушају да измири различите групе унутар странке, што је довело до многих сукоба са Лењином и другим истакнутим члановима партије. Троцки је за то време развијао сопствену теорију о "Перманентној револуцији".

## Од 1905. до 1914.
Након Петроградских нереда, у фебруару 1905. Троцки се преко Кијева враћа у Русију и одлази у Санкт Петербург, међутим већ у мају исте године бива откривен од стране тајне полиције тако да бежи у Финску где даље ради на својој теорији о "Перманентној револуцији". У септембру се нереди шире даље и стиже подршка московских радника, што Троцки користи како би се вратио у Санкт Петербург, где истог дана држи говор пред Радничким саветом на Технолошком универзитету. Троцки преузима уређивање новине "Руски лист", а са Мартовим оснива и новину "Почетак". Придружује се Совјету у ком бива изабран за потпредседника. У децембру "Совјет" издаје проглас против царистичке владе и њених спољњих дугова. Следећег дана владине трупе упадају у зграду у којој су држали састанак "Совјети". Троцки бива ухапшен заједно са осталим "Совјетима" на основу оптужбе да су помагали оружани устанак. На суђењу 4. октобра 1906. је одржао један од својих најбољих говора, чиме је само потврдио репутацију сјајног говорника. Поново је осуђен на егзил у Сибиру. Док су се кретали ка Обдорску у Сибиру, Троцки је успео да побегне и да се поново домогне Лондона где присуствује петом партијском конгресу. У октобру одлази за Беч где помаже у раду аустријске Социјалдемократске партије. У Бечу постаје близак са Адолфом Јофеом који га уводи у свет психоанализе. У октобру 1908. почиње да издаје лист Правду који се ширио илегално по Русији и чији је био главни уредник све до 1912. када је почео да се издаје лист са истим називом у Санкт Петербургу. Тај период ће обележити низ тензија у партији, што доводи до многих несугласица између Троцког, Мењшевика и Бољшевика. У јануару 1912, већина бољшевичке фракције, коју је предводио Лењин и неколико мењшевика, на конференцији у Прагу протерују своје противнике из партије. Као одговор, Троцки је организовао "Уједињење", конференцију социјалдемократских фракција у Бечу у августу 1912. (ткзв. "августовски блок") и покушао да поново уједини странку, међутим покушај је генерално био неуспешан.
У Бечу Троцки наставља да објављује текстове у радикалним руским и украјинским новинама, користећи често и псеудоним "Антид Ото" (на италијанском језику значи "противотров"). Као ратни дописник бива послат у Краљевину Србију где је извештавао о Балканским ратовима. По избијању "Великог рата" морао је да напусти Беч и побегне у неутралну Швајцарску како би избегао хапшење као руског емигранта у Аустро-Угарској која се борила против Руске царевине.

## У Србији почетком Првог балканског рата
Лав Троцки је на почетку Првог балканског рата 1912 преко Битољa стигао у Београд као тридесетрогодишњи извештач о збивањима у Балканским ратовима, као дописник московске Правде. У то време још није био бољшевик. Троцки је становао у хотелу Москва, у коме су га либерални српски писци и новинар Моша Пијаде учили српски језик. Први рапорт из Београда је објавио после доласка 4. октобра 1912. године из Битоља.Троцки је приликом боравка у српској престоници имао честе сусрете са Драгишом Лапчевићем. Лав Троцки, који се нашао на лицу места као ратни дописник руске либералне штампе, оштро је коментарисао оно што је видео у својим репортажама. Краљевина Србија није била задовољна како Троцки пише за руску штампу, па му је ускратила гостопримство, због чега је Лав Давидович Бронштајн 1913.године напустио Београд.

## Сукоб саСтаљином
Био је у сукобу са Стаљином и након Лењинове смрти протеран је из Совјетског Савеза. У емиграцији наставља борбу против Стаљина и та борба полако прераста у борбу против комунизма. Замерао је Стаљину између осталог и његову теорију о социјализму у једној земљи.
Под совјетским притиском био је приморан да се често сели по Европи, док на крају није добио азил у Мексику 1936, где га је, невино оптуженог у чисткама као главног завереника против Стаљина, године 1940. убио шпански комуниста, агент НКВД-а, Рамон Меркадер, тако што га је 20. августа 1940. ранио шиљком за лед.
Присталице Троцког су основале Четврту интернационалу.
У оквиру куће Троцког у Мексику (Којоакан), налазе се његов гроб и музеј који води његов унук Естебан Волков.
Троцки никада није формално рехабилитован за време Совјетске владе, већ је до тога дошло тек 16. јуна 2001. године на основу одлуке канцеларије Генералног тужиоца.

## Књижевна дела
Аутор је више књижевних дела међу којима су: 
- Издана револуција
- Тероризам и комунизам
- Мој живот
- Перманентна револуција
- Књижевност и револуција
- Из револуције

### Радови
- Leon Trotsky на сајту Пројекат Гутенберг (језик: енглески)
- Дела Leon Trotsky на сајту Фејдид пејџ Канада

- Лав Троцки на сајту Internet Archive (језик: енглески)
- Лав Троцки на сајту LibriVox (језик: енглески)